# Taufwasser

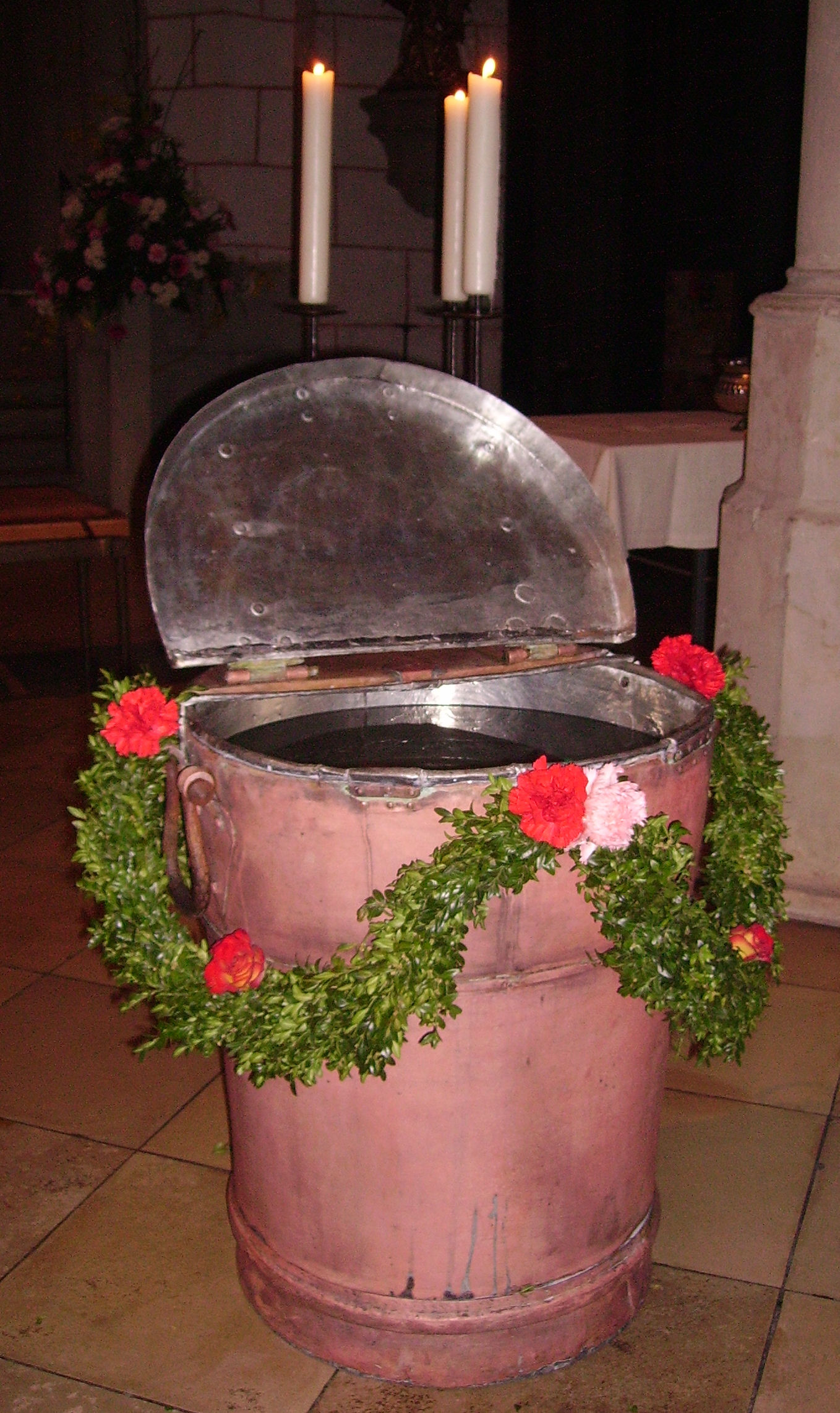
Becken mit Osterwasser

Als Taufwasser (auch Osterwasser) bezeichnet man in der Liturgie der katholischen Kirche Weihwasser, das vorwiegend für Taufen verwendet und auch von Ostern bis Pfingsten während des Asperges in der Heiligen Messe ausgeteilt wird. Es wird in der Osternacht in einem feierlichen Ritus geweiht. Dabei wird nach den Anrufungen der Allerheiligenlitanei die Osterkerze dreimal in das Wasser eingesenkt, während der Priester das Segensgebet mit der Bitte um Herabkunft des Heiligen Geistes singt. Taufwasser und Osterkerze werden so symbolisch miteinander verbunden. Beide gelten als Symbol des neuen Lebens des Getauften mit dem auferstandenen Christus.
Zur Austeilung des Taufwassers beim sonntäglichen Taufgedächtnis in der Osterzeit singt man den Choral Vidi aquam.